# 瑠川リナ
瑠川 リナ（るかわ りな、1991年2月23日 - ）は、日本の元AV女優、元グラビアアイドル、タレント、歌手。アイドルグループ恵比寿マスカッツ4期生。
千葉県出身。エルプロモーションに所属していた。

## 人物
プロフィール

趣味・特技：音楽、アニメ、買い物。声質はアニメ声であるが、アニメ風のキャラを演じる時は声を作っている。
カラオケではアニメソングやアイドルソングなどを歌うという。またよく歌うアーティストにEvery Little ThingやAKB48を挙げている。

芸能活動

瑠川リナが出演したバラエティ番組で、冠番組となる「ヨンぶんのイチじかん」（テレビ埼玉、TOKYO-MX）、「みひリナのヨンイチ」（WEB配信）では同事務所の先輩であるみひろと共演していた。みひろには事務所の後輩で若かったことから妹分とされていた。その他、かすみレディオでのゲスト出演、ビ～チ9（テレビ埼玉）への代理出演、マスカットナイト（東京テレビ）に初代恵比寿マスカッツとしてのゲスト出演などがある。2016年4月からは、ビ～チ9（テレビ埼玉）メインMCとして出演している。
恵比寿マスカッツでの活躍

2010年4月「ちょいとマスカット!」より恵比寿マスカッツ4期生として出演した瑠川は、以降のマスカットシリーズに全て出演した。「ちょいとマスカット!」で企画された恵比寿マスカッツスタッフ人気投票ではRio、吉沢明歩に次いで3位だった。「おねだりマスカットDX」では、アニメ声を生かした「Yes!プルカワ5」コーナーで、瑠川は「プルカワ」と名乗り、桜木凛（プルリン）を相方に漫才・オリジナルソングを披露した。
プルカワ5のオリジナルソングでは、「プルカワYES」（瑠川、桜木）、「ゴーゴー...プルカワ」（瑠川、西野翔、篠原冴美）を披露した。恵比寿マスカッツのシングルCDでは7枚目「親不孝ベイベー」にてセンターを担当している。
2013年4月7日 解散コンサート『女の花道～卒業式～』が行われ、恵比寿マスカッツを卒業した。プルカワの名称は現在の瑠川のキャッチコピーにも使われている。
歌手活動

恵比寿マスカッツ卒業後、ソロデビューをしており、2014年ソロシングルCD「17才」、「ダンシング・ヒーロー」の2枚を発売した。9月22日には、セクシーアイドルであるアイドルグループや歌手が多人数集合した音楽フェスタ「SEXY IDOL MUSIC FESTA 2014」(会場：CLUB CITTA’（川崎））に出演している。その後、2015年にはアイドルグループ「SEXY-J」としてデビュー、「セーラー服を脱がさないで」を発表している。なお、AVデビュー作である『直球アイドル』には書き下ろしの曲である『True Real Love』を収録。事実上のデビュー曲として引退ライブで歌唱している。
AV女優としての活躍

2010年にイメージビデオをリリースし、5月にエスワン専属となった。2014年12月にソフト・オン・デマンドへ移籍し、2015年6月に8月発売作品でAV女優の引退を発表した。

## 略歴
- 2010年、イメージビデオをリリース[4]。
- 2010年4月、『ちょいとマスカット!』に恵比寿マスカッツ4期生として出演。
- 2010年5月、エスワン専属でAVデビュー。
- 2010年10月、『週刊実話』誌上で「瑠川リナのセックスクリニック」を連載。[5]。
- 2011年11月29日、台湾でお互い恵比寿マスカッツのメンバーである佐山愛とイベントに出席[6]。
- 2013年4月7日、解散コンサート『女の花道～卒業式～』が行われ、恵比寿マスカッツを卒業。
- 2014年7月8日、瑠川リナ ソロCDデビュー発売記念イベントラリー（会場：ソフマップ アミューズメント館８Ｆイベントスペース）ミニ・ライブ[7]。
- 2014年7月11日、シングル第二弾「ダンシング・ヒーロー」発売記念イベント(会場：ラムタラ メディアワールド)ミニ・ライブ。
- 2014年7月12日、シングル第二弾「ダンシング・ヒーロー」発売記念イベント(会場：dues 新宿)ミニ・ライブ。
- 2014年7月13日、瑠川リナ ソロCDデビュー発売記念イベントラリー(会場：ラムタラ MEDIA WORLD AKIBA)ミニ・ライブ。
- 2014年7月20日、シングル第二弾「ダンシング・ヒーロー」発売記念イベント(会場：タワーレコード池袋店)ミニ・ライブ。
- 2014年8月8日、アンコールスペシャル！　豪華競演サイン会＆ミニライブ(会場：ラムタラ MEDIA WORLD AKIBA)ミニ・ライブ。
- 2014年9月22日、音楽フェスタ「SEXY IDOL MUSIC FESTA 2014」(会場：CLUB CITTA’（川崎））にライブ出演[8]。
- 2014年11月29日、瑠川リナ ソロCD発売記念 ミニライブ＆サイン会ツアー in名古屋（会場：ソフマップ名古屋駅ナカ店）ミニ・ライブ。
- 2014年11月30日、瑠川リナ ソロCD発売記念 ミニライブ＆サイン会ツアー in大阪 (会場：ソフマップ難波ザウルス店)ミニ・ライブ。
- 2014年12月7日、「Sexy-J 発足記念! ちょっと早いクリスマス カジュアルライブ」（会場：ラドンナ原宿）ミニ・ライブ[9]。
- 2014年12月18日、ソフト・オン・デマンドへ移籍を発表 [10]。
- 2015年1月25日、Sexy-J デビューCD発売記念イベント (ミューズモード音楽院本館ホール)ミニ・ライブ。
- 2015年5月29日、セクシーアイドルグループ「SEXY-J」としてデビュー[11]。
- 2015年6月23日、2015年8月発売作品を持ってAV女優を引退することを発表[12][13]。
- 2015年7月12日、都内にて新曲発売ライブ[14]。
- 2016年1月23日、自転車の事故により療養中[15]。
- 2016年4月、ビ～チ9（テレビ埼玉）メインMCとして出場。
- 2016年4月29日、「かすみ果穂を贈る会（引退イベント）」の1次会、2次会に駆けつけた。
- 2016年10月24日、「SEXY-J Halloween Party 2016」にて26歳の誕生日を迎える2017年2月23日をもって完全引退することを発表[16]。
- 2016年12月15日、「SEXY-J "dream christmas" 2016」にてSEXY-Jを卒業。
- 2017年2月23日、東京・六本木のmorphにて開催の『〜Starting Over〜 瑠川リナ LAST BIRTHDAY』をもって完全引退。「普通の女の子になりたい」と言葉を残した[17][18]。
- 2020年4月1日、Twitterの投稿を再開[19]。
- 2022年5月5日、『恵比寿マスカッツ10周年記念ライブ～オールスター大感謝祭～』に、初代恵比寿マスカッツのメンバーとして出演することをTwitterで報告[20]。5月25日にEX THEATER ROPPONGIで開催された同ライブに出演。「完全引退」以来5年3か月ぶりに一夜限りで表舞台に復帰した[21][22][23]。
- 2022年9月10日、Instagramアカウントを新規開設[24]。
- 2023年2月5日、クリエイター支援プラットフォーム「Fantia」内に「◆瑠川リナのPrivate Room◆」を開設[25]。

## 作品

### 一般
- かすみレディオ
- みひなな食堂2(2017年、つくばテレビ)

### イメージビデオ
- ビンビン学園こねこ組vol.3（2008年10月25日、ビーエムドットスリー）※「安西菜月」名義
- 桃もモ学園 1組 スクール水着コレクション （2008年10月17日、メディアブランド）※「安西菜月」名義
- 桃もモ学園 2組 競泳水着コレクション （2008年11月21日、メディアブランド）※「安西菜月」名義
- 桃もモ学園 3組 制服・ブルマーコレクション（2008年12月19日、メディアブランド）※「安西菜月」名義
- 桃もモ学園 4組 競泳水着コレクション2（2009年1月16日、メディアブランド）※「安西菜月」名義
- 妹に恋す。（2010年1月25日、Air Control）
- 私立H学園（2010年3月25日、Air Control）
- エロキュート（2012年12月25日、オルスタックピクチャーズ）
- Rina ニューヨークの眠れない夜（2015年6月4日、グラッツコーポレーション）

### アダルトビデオ
※デビューから2014年はエスワン、2015年以降はSODより発売。ベストは単体のみ記載。以下の作品がある。
2010年
- 直球アイドル（5月19日）
- 純真アイドルのうぶエッチ（6月19日）
- 制服ロマンス（7月19日）
- 妹はあまえんぼ（8月19日）
- 萌え萌えコスプレ7（9月19日）
- ドキドキ初体験セックス 初めての顔射&3P（10月19日）
- 癒しのロ●ータAngel（11月19日）
- リナのひみつの性感スイッチ お兄ちゃんにはナイショ（12月19日）

2011年
- 変態的彼氏（1月19日）
- スポコス美少女（2月19日）
- スプラッシュFUCK どうにも止まらない潮吹き（3月19日）
- デビュー1周年4時間SP こんなにエッチになりました。（4月19日）
- メガ盛り顔射祭（5月19日）
- 交わる体液、濃密セックス（6月19日）
- 3D EVOLUTION 完成された立体映像で魅せる新次元セックス（7月19日）
- リナは潮吹き若奥様（8月19日）
- 青姦ロ○ータ 南国スプラッシュFUCK（9月19日）
- 20コス!（10月19日）
- 激イカセFUCK 3時間スペシャル（11月19日）
- 女子校生妄想痴漢（12月19日）

2012年
- 即ズボ! ランプが光ったらどこでもセックス（1月19日）
- バコバコ風俗 NO.1指名 4時間スペシャル（2月19日）
- セーラー服捜査官 ザーメン媚薬遊戯の罠（3月19日）
- 完全カメラ目線 イキ顔ガン見セックス（4月19日）
- どろどろ 濃厚汁だくセックス（5月19日）
- 瑠川リナのSEXYチャンネル（6月19日）
- いんやらしい僕のいもうと（7月19日）
- 瑠川リナ 2012エスワン8時間Special（8月7日）※Blu-ray版同時発売/単体ベスト作品
- 熱いベロキス、密着する性交（8月19日）
- 犯された女子校生 ストーカー男子生徒の罠（9月19日）
- 瑠川リナの騎乗位スペシャル（10月19日）
- オナサポNO.1 4時間10本番（11月19日）
- バッコンバッコン大乱交 （12月19日）

2013年
- オモチャ売りの少女（1月19日）
- 瑠川リナの潮吹きフルコース（2月19日）
- 精子ちょうだい 瑠川リナ（3月19日）
- くのいち姉妹 第二章 妹・リナの踏み躙られた誇り（4月19日）
- 瑠川リナ デビュー3周年SpecialBox（5月19日）※Blu-ray版同時発売/単体ベスト作品
- 僕だけのロリボ☆アイドル（6月19日）
- 犯された女子校生 裏切りの放課後（7月19日）
- バコバコ高級ソープ嬢 瑠川リナ（8月19日）
- 瑠川リナファン感謝祭 素人お宅訪問（9月19日）
- 犯された新人アナウンサー 凌辱の報道ステージ（10月19日）
- 恥じらいのお漏らし 瑠川リナ（11月19日）
- 交わる体液、濃厚セックス 瑠川リナ（11月27日）
- 瑠川リナ、イキます。（12月19日）

2014年
- 秘密捜査官の女 陰獣に囚われたエージェント 瑠川リナ（1月19日）
- 体内汁ダラダラ 瑠川リナ（2月19日）
- ラブ◆キモメン 瑠川リナ（3月19日）
- わたし、犯されにゆきます。～嵌められた若妻編～ 瑠川リナ（4月19日）
- あなたの職場で撮影します。 瑠川リナ（5月19日）
- みなみとリナ 2人で潮吹きフルコース（6月19日）　共演：小島みなみ
- おじいちゃん大好き! 瑠川リナ（7月19日）
- 痴漢願望の女 お漏らし女子大生編 瑠川リナ（8月19日）
- イラマチオ奴隷志願 内気で影の薄い中途採用OLは、優秀な口便器 瑠川リナ（9月19日）
- 素直すぎて何でも聞いちゃう老人介護士 瑠川リナ（10月19日）
- すぐお漏らししちゃうから外でエッチしよう 瑠川リナ（11月19日）
- 卒業NO.1STYLE 瑠川リナ（12月19日）

2015年
- SOD移籍×中出し解禁（1月8日）
- 究極のおねショタ中出し企画!! 両親の目を盗んで教え子の童貞子○チ○ポを飼い馴らし 強制膣内射精させる女子大生のド変態ショタコン家庭教師（2月5日、ディープス）
- マジックミラー号がイク!!ユーザー様ドッキリ企画 憧れの女優に逆ナンパされてまさかのそのままSEX!（3月5日）
- 瑠川リナ 全163本番 エスワン16時間コンプリートBEST（4月7日、エスワン）※Blu-ray版同時発売/単体ベスト作品
- 「知らない女だけが損をする!瑠川リナが初パイパン/逆痴漢/緊縛性交をヤる」（4月9日、DANDY）
- 瑠川リナちゃんタオル一枚男湯入ってみませんか? HARD（5月9日）
- 父親に寝取られた俺の恋人 瑠川リナ（6月6日、ヒビノ）
- 出産して急激に感度があがったママチャリ早漏妻×瑠川リナ 欲望にまみれた絶頂の日々 怒涛の4本番（7月9日、ナチュラルハイ）
- 瑠川リナ 引退（8月6日）

### CD
- 17才/夏色のナンシー（2014年7月9日、SPACE SHOWER MUSIC）
- ダンシング・ヒーロー（2015年7月8日、SPACE SHOWER MUSIC）

SEXY-J
- セーラー服を脱がさないで（2015年1月21日、SPACE SHOWER MUSIC）

※その他は恵比寿マスカッツ参照

## 出演

### テレビ
- ゴッドタン（2009年12月、テレビ東京）
- 志村&鶴瓶のアブない交遊録（2010年1月2日、テレビ朝日）
- ちょいとマスカット!（2010年4月7日 - 2010年9月29日、テレビ東京）
- ヨンぶんのイチじかん（2010年4月9日 - 12月31日、テレビ埼玉）（冠番組、共演：みひろ）
- ヴィーナス・フューチャー＃80（2010年、エンタ!371）
- みひリナのヨンイチ（2011年1月9日 - 6月26日、TOKYO MX）（冠番組、共演：みひろ）
- 音流（2010年7月2日・2013年1月4日・11日、テレビ東京）
- 桃のささやき #8（2010年10月13日初回放送、MONDO TV）
- おねだりマスカットDX!（2010年10月6日 - 2011年9月28日、テレビ東京）
- めちゃ×2イケてるッ!・15年目突入のピンチをチャンスにスペシャル!!（2010年10月9日、2011年9月17日、フジテレビ）
- 業界LOVE STORY〜だからテレビはおもしろい〜（2011年5月4日、東海テレビ）
- おねだりマスカットSP!（2011年10月5日 - 2013年3月30日 、テレビ東京）
- 爆裂バラエティー シャバダバの空に（2012年2月20日、関西テレビ）
- 月刊MelodiX!（2012年3月24日、テレビ東京）
- ぶっちゃけ嬢〜26時のシンデレラ〜（2015年3月、テレビ東京） ※マンスリーゲスト
- かすみレディオ#35（2015年4月 、エンタ!959）
- ビ〜チ9（2015年10月・12月、テレビ埼玉）
- マスカットナイト（2015年11月4日・11日、テレビ東京）
- ビ〜チ9（2016年4月-　、テレビ埼玉）（メインMC）
- 36時間かすみ果穂＆上原亜衣引退特別編成（2016年4月16日、エンタ!959）
  - かすみレディオ傑作レディオ1-3
  - かすみレディオ#47、ラストかすみレディオ、DJかすみ卒業式。- 共演：桜木凛、初音みのり、小島みなみ、白石茉莉奈、阿部乃みく、湊莉久、範田紗々、麻美ゆま

### CM
- ムーラン　横浜西口店

### ラジオ
- GALACTICA　GOLDENBALL（2012年3月24日、FM fuji）

### WEB配信
- 瑠川リナの「万世橋向上委員会♪」（2010年1月8日-3月26日、あっ!とおどろく放送局）
- みひリナのヨンイチ（2011年7月 - 2013年11月2日）（冠番組、共演：みひろ）

### ゲーム
- 龍が如く 極(2016年1月21日、セガ) - キャバ嬢『リナ』役

### パチンコ
- CRジューシーハニー（2014年12月、サンセイアールアンドディ）
- PジューシーハニーH（ハーレム）（2023年5月、サンセイアールアンドディ）

## 書籍

### 写真集
- アイドル－RINA（2010年4月7日、双葉社、撮影：野澤亘伸） ISBN 978-4575302028
- らぶぱら（2012年12月22日、竹書房） ISBN 978-4812492604

### カレンダー
- 瑠川リナ 2013年カレンダー（2012年9月、ハゴロモ） ISBN 978-4777495696
- 瑠川リナ 2014年カレンダー（2013年8月、ハゴロモ） ISBN 978-4801205390

### 雑誌連載
- 週刊実話「瑠川リナのセックスクリニック」（2010年11月4日No.41号 - ）- 連載

### 電子書籍
- 瑠川リナの「もっとイキたい」相談室（株式会社アドベンチャー）